# Alerte au barrage
Alerte au barrage est un film français réalisé par Jacques Daniel-Norman, sorti en 1962.

## Fiche technique
- Titre : Alerte au barrage
- Autres titres : Le Petit Orphelin - Qu'as-tu fait de ta jeunesse ?
- Réalisation : Jacques Daniel-Norman
- Scénario et dialogues : Jacques-Daniel Norman
- Photographie : Roger Fellous
- Musique : Henri Bourtayre
- Production : Jean Lefait, René Bianco, Clément Legoueix
- Sociétés de production : Océan Films - Prober Films - Cogeco
- Pays de production :  France
- Format : Noir et blanc - 35 mm - 1,37:1 - Mono
- Durée : 94 min
- Date de sortie : 
  - France : 18 mai 1962
- Affiche : Constantin Belinsky (France)

## Distribution
- Alexandre Grecq
- Monique Vita
- Jacques Bernard
- Évelyne Lacroix
- Michel Garland
- Gaby Basset
- Paul Demange
- Max Elloy
- Patrick Millow
- Jean-Henri Chambois
- Dimitri Dineff
- Katia Valère
- Pierre Carrell
- Maurice Coussonneau
- Guy Dakar
- Alith Harmand
- Yvonne Jacquemot
- Georges Montax
- Paul Rieger